# Ara Ketu
Ara Ketu é uma banda de axé brasileira, fundada e março de 1980 inicialmente apenas como bloco carnavalesco pelos primos Vera Lacerda e Augusto César Lacerda em Periperi, Salvador, e transformado em banda em 1987.
O nome "Ara Ketu" significa "Povo de Queto" em tradução da língua iorubá, uma referência à tribo africana da iorubá. O orixá protetor é Oxóssi, da qual vem o símbolo do ofá e as cores azul e branco tipicamente utilizadas nas artes do bloco.

## História
Fundado em 8 de março de 1980, na comunidade de Periperi, Subúrbio Ferroviário de Salvador, tem sua essência afro, com muita luta e resistência ao longo de todos esse anos.
Foi campeão do carnaval de Salvador nos anos de 1981, 1982 e 1983, não podendo mais competir nos anos seguintes.
O Ara Ketu foi idealizado por Vera Lacerda, professora de história e mestra em filosofia, e seu primo Augusto César (falecido em agosto de 2016), guru espiritual de diversos artistas do Brasil.
Assemelhante aos outros blocos afros como Ilê Aiyê e Olodum, o bloco Afro Ara Ketu desenvolvia também um trabalho social voltado para a sua comunidade. Embora durante os anos 1980 os blocos afros tenham ficado quase invisíveis para o grande público no Brasil, as suas músicas foram interpretadas por outros artistas como Banda Reflexu's e Margareth Menezes. Por exemplo: a música "Uma história de ifá" foi gravada no primeiro LP do Ara Ketu em 1987, e lançada no CD de Margareth Menezes do ano seguinte, tendo grande sucesso no Brasil e no exterior. Constituído inicialmente por um bloco de percussão, dançarinos e associados, o "Ara", como é mais conhecido, incorporou instrumentos de sopro, bateria e teclado para se reformular.
Em 1987, lançaram seu álbum de estreia, pela gravadora Continental.
Em 1994, foram para a gravadora Columbia, e em novembro do mesmo ano lançaram o álbum Bom Demais.
Em 1998, lançaram o álbum Ao Vivo, que foi certificado diamante.
Em 2007, Tatau, vocalista da banda, se desligou do grupo para seguir carreira solo e foi substituído pela cantora Larissa Luz até junho de 2012. No dia 5 de junho de 2012, o antigo vocalista Tatau retornou ao comando da banda.
Lumena Aleluia, participante do BBB21, conquistou o título de Rainha do Bloco Ara Ketu em votação realizada em um show no fim de 2013.
Em 1 de março de 2015, Tatau deixa mais uma vez o Ara Ketu, dessa vez em definitivo. Entra, no comando dos vocais do Ara Ketu, Tonho Matéria, fazendo o seu primeiro show no em maio de 2015, na cidade de Cachoeiro de Itapemirim. Nesse mesmo ano, é feito um concurso para um segundo cantor da banda. Foi escolhido Linnoy (ex-integrante da banda Os Sungas). Essa formação se manteve até o mês de maio de 2018.
Em 4 de junho de 2018, a banda Ara Ketu passa ter como frontman por Dan Miranda (ex-integrante da banda Filhos de Jorge), que teve sua voz eternizada com a música "Ziriguidum". A estreia de Dan no Ara Ketu foi em Rio Pardo de Minas, no dia 14 de julho. Essa formação já se apresentou em diversos Estados do Brasil, levando suas músicas alegres e dançantes por todos os locais aos quais passam. Hoje, além de todos os sucessos do Ara Ketu (Pipoca, Mal Acostumado, Bom Demais, Avise a Vizinha etc.) o Ara já começa a ter musicas autorais, com lançamento nas principais plataformas digitais, como O Som do Ara (composição de Dan Miranda) e Praça da paixão (Samir, Breno e Rubão), com lançamento previsto para o mês de julho de 2019.
Em dezembro de 2019, a banda iniciou a turnê "Ara 40" com três shows na Europa, passando por Lisboa, Zurique e Dublin. Essa formação segue junta até os dias atuais, tocando em diversas cidades do Brasil.
Durante a pandemia do coronavírus, o Ara Ketu lançou o single "Praça da Paixão", com participação de Ávine Vinny e disponibilizou o álbum "Ara em Casa Vol.1", com direito a regravação de "Telegrama", de Zeca Baleiro. Depois de um ano e oito meses sem shows por causa da pandemia, a banda voltou a se apresentar no Abracadabra Festival, no dia 6 de novembro de 2021, em Gulf Shores, nos Estados Unidos.

## Discografia

### Álbuns de estúdio
- 1987: Ara Ketu
- 1988: Contos de Benin
- 1992: Modernidade Negra
- 1993: De Periperi
- 1994: Bom Demais
- 1995: Ara Ketu Dez
- 1996: Dividindo Alegria - Platina[7]
- 1997: Prá Lá de Bom
- 2000: Vida - Ouro[7]
- 2001: Ara Ketu
- 2003: Obrigado a Você
- 2004: 25 Emoções
- 2005: Ara Ketu

### Álbuns ao vivo
- 1998: Ara Ketu ao Vivo - Diamante[7]
- 1999: Ara Ketu e o Povo ao Vivo de Novo
- 2002: Ensaios do Ara Ketu CD/DVD
- 2008: Ara Ketu Ao Vivo em Salvador
- 2014: Ara Ketu (Ao Vivo)[14]
- 2020: CD Ara Ketu em Casa - Vol.1[15]

### Compilações
- 1995: The Best of Ara Ketu - Chantecler
- 2005: Maxximum

### Singles
- 1993: Periperi
- 1994: Ara Ketu Bom Demais
- 1995: Festa na cidade
- 1996: Avisa a vizinha
- 1996: Ara Ketu dez
- 1997: Pipoca
- 1997: Tá na cara
- 1998: Mal-Acostumada
- 1998: Fanfarra
- 1998: Ô meu pai
- 1999: No swing do Ara Ketu
- 1999: Alegria da cidade
- 1999: Minha Razão de Viver
- 1999: Telefona
- 2000: Amantes
- 2000: Toma lá, dá cá
- 2001: Cobertor
- 2002: Pra levantar poeira
- 2003: Carta branca
- 2003: Êta amor
- 2004: Incendeia
- 2005: Pergunte pro seu coração
- 2009: É amor
- 2010: Símbolo do Coração
- 2011: Joelho[16]
- 2012: A Volta[17]
- 2013: Oportunidade (part. Bruno Cardoso, de Sorriso Maroto)[18][19]
- 2022: Onda do Amor (part. Gabi Martins) [20]

## Prêmios
- 1997 - Troféu Dodô e Osmar - Melhor bloco Afro
- 1998 - Prêmio Top de Marketing - Entretenimento, Turismo e Lazer
- 1998 - Troféu Planeta Xuxa - Melhor música
- 2001 - Troféu Caymmi - Melhor CD de Axé
- 2005 - Troféu Raça Negra -
- 2006 - Troféu Dodô e Osmar - Melhor bloco Barra / Ondina
- 2009 - Press Ward - Melhor grupo de Axé
- 2011 - Troféu Dodô e Osmar - Melhor Cantora Afro